# بطولة إفريقيا للجودو 2019
بطولة أفريقيا للجودو 2019 هي النسخة 40 من بطولة أفريقيا للجودو، أقيمت في المغرب بمدينة الرباط.

## قائمة الميداليات
| الترتيب | البلد                       | ذهبية | فضية | برونزية | المجموع |
| ------- | --------------------------- | ----- | ---- | ------- | ------- |
| 1       | مصر                         | 4     | 0    | 4       | 8       |
| 2       | المغرب                      | 2     | 5    | 4       | 11      |
| 3       | الجزائر                     | 2     | 3    | 6       | 11      |
| 4       | تونس                        | 2     | 3    | 3       | 8       |
| 5       | الغابون                     | 2     | 0    | 1       | 3       |
| 6       | الكاميرون                   | 1     | 1    | 2       | 4       |
| 7       | السنغال                     | 1     | 0    | 1       | 2       |
| 8       | جنوب إفريقيا                | 0     | 0    | 2       | 2       |
| 9       | أنغولا                      | 0     | 0    | 2       | 2       |
| 9       | موريشيوس                    | 0     | 0    | 2       | 2       |
| 11      | تشاد                        | 0     | 0    | 1       | 1       |
| 11      | جمهورية الكونغو الديمقراطية | 0     | 0    | 1       | 1       |
| 11      | جيبوتي                      | 0     | 0    | 1       | 1       |
| المجموع | المجموع                     | 14    | 14   | 28      | 56      |

## النتائج

### الرجال
| اللعبة         | ذهبية                                | فضية                                      | برونزية                                                     |
| -------------- | ------------------------------------ | ----------------------------------------- | ----------------------------------------------------------- |
| أقل من 60 كغ   | عصام باسو المغرب                     | فرج ذويبي تونس                            | يونس صديقي المغرب                                           |
| أقل من 60 كغ   | عصام باسو المغرب                     | فرج ذويبي تونس                            | Salim Rebahi [الإنجليزية] الجزائر                           |
| أقل من 66 كغ   | وائل الزين الجزائر                   | Abderrahmane Boushita [الإنجليزية] المغرب | Boubekeur Rebahi [الإنجليزية] الجزائر                       |
| أقل من 66 كغ   | وائل الزين الجزائر                   | Abderrahmane Boushita [الإنجليزية] المغرب | Mohamed Abdelmawgoud [الإنجليزية] مصر                       |
| أقل من 73 كغ   | Ali Abdelmouati [الإنجليزية] مصر     | Ahmed El Meziati [الإنجليزية] المغرب      | Acácio Quifucussa [الإنجليزية] أنغولا                       |
| أقل من 73 كغ   | Ali Abdelmouati [الإنجليزية] مصر     | Ahmed El Meziati [الإنجليزية] المغرب      | Aden-Alexandre Houssein [الإنجليزية] جيبوتي                 |
| أقل من 81 كغ   | Abdelrahman Mohamed [الإنجليزية] مصر | Hamza Kabdani [الإنجليزية] المغرب         | Imad Eddine Cherouk [الإنجليزية] الجزائر                    |
| أقل من 81 كغ   | Abdelrahman Mohamed [الإنجليزية] مصر | Hamza Kabdani [الإنجليزية] المغرب         | Abdalla Osman [الإنجليزية] مصر                              |
| أقل من 90 كغ   | Ali Hazem [الإنجليزية] مصر           | Oussama Mohamed Snoussi [الإنجليزية] تونس | Dieudonne Dolassem [الإنجليزية] الكاميرون                   |
| أقل من 90 كغ   | Ali Hazem [الإنجليزية] مصر           | Oussama Mohamed Snoussi [الإنجليزية] تونس | Rémi Feuillet [الإنجليزية] موريشيوس                         |
| أقل من 100 كغ  | Ramadan Darwish [الإنجليزية] مصر     | Mohammed Lahboub [الإنجليزية] المغرب      | Luc Manogho [الإنجليزية] الغابون                            |
| أقل من 100 كغ  | Ramadan Darwish [الإنجليزية] مصر     | Mohammed Lahboub [الإنجليزية] المغرب      | Prince Kosi Samuzu [الإنجليزية] جمهورية الكونغو الديمقراطية |
| أكثر من 100 كغ | Mbagnick Ndiaye [الإنجليزية] السنغال | محمد سفيان بلرقاع الجزائر                 | Faïcel Jaballah [الإنجليزية] تونس                           |
| أكثر من 100 كغ | Mbagnick Ndiaye [الإنجليزية] السنغال | محمد سفيان بلرقاع الجزائر                 | Sébastien Perrine [الإنجليزية] موريشيوس                     |

### النساء
| اللعبة        | ذهبية                                      | فضية                                         | برونزية                                        |
| ------------- | ------------------------------------------ | -------------------------------------------- | ---------------------------------------------- |
| أقل من 48 كغ  | Chaimae Eddinari [الإنجليزية] المغرب       | Michaela Whitebooi [الإنجليزية] جنوب إفريقيا | هاجر مسرم الجزائر                              |
| أقل من 48 كغ  | Chaimae Eddinari [الإنجليزية] المغرب       | Michaela Whitebooi [الإنجليزية] جنوب إفريقيا | Aziza Chakir [الإنجليزية] المغرب               |
| أقل من 52 كغ  | Faïza Aissahine [الإنجليزية] الجزائر       | Soumiya Iraoui [الإنجليزية] المغرب           | Meriem Moussa [الإنجليزية] الجزائر             |
| أقل من 52 كغ  | Faïza Aissahine [الإنجليزية] الجزائر       | Soumiya Iraoui [الإنجليزية] المغرب           | Lamia Eddinari [الإنجليزية] المغرب             |
| أقل من 57 كغ  | Ghofran Khelifi [الإنجليزية] تونس          | Yamina Halata [الإنجليزية] الجزائر           | Diassonema Mucungui [الإنجليزية] أنغولا        |
| أقل من 57 كغ  | Ghofran Khelifi [الإنجليزية] تونس          | Yamina Halata [الإنجليزية] الجزائر           | Lamiaa Alzenan [الإنجليزية] مصر                |
| أقل من 63 كغ  | Hélène Wezeu Dombeu [الإنجليزية] الكاميرون | Amina Belkadi [الإنجليزية] الجزائر           | Sofia Belattar [الإنجليزية] المغرب             |
| أقل من 63 كغ  | Hélène Wezeu Dombeu [الإنجليزية] الكاميرون | Amina Belkadi [الإنجليزية] الجزائر           | Mariem Bjaoui [الإنجليزية] تونس                |
| أقل من 70 كغ  | Karene Agono [الإنجليزية] الغابون          | Nihel Landolsi [الإنجليزية] تونس             | Ayuk Otay Arrey Sophina [الإنجليزية] الكاميرون |
| أقل من 70 كغ  | Karene Agono [الإنجليزية] الغابون          | Nihel Landolsi [الإنجليزية] تونس             | Demos Memneloum [الإنجليزية] تشاد              |
| أقل من 78 كغ  | Sarah Myriam Mazouz [الإنجليزية] الغابون   | Unelle Snyman [الإنجليزية] جنوب إفريقيا      | Kaouthar Ouallal [الإنجليزية] الجزائر          |
| أقل من 78 كغ  | Sarah Myriam Mazouz [الإنجليزية] الغابون   | Unelle Snyman [الإنجليزية] جنوب إفريقيا      | Sarra Mzougui [الإنجليزية] تونس                |
| أكثر من 78 كغ | نهال شيخ روحو تونس                         | Hortence Atangana [الإنجليزية] الكاميرون     | Monica Sagna [الإنجليزية] السنغال              |
| أكثر من 78 كغ | نهال شيخ روحو تونس                         | Hortence Atangana [الإنجليزية] الكاميرون     | Kariman Shafik [الإنجليزية] مصر                |